# Palais Esterházy (Kärntner Straße)

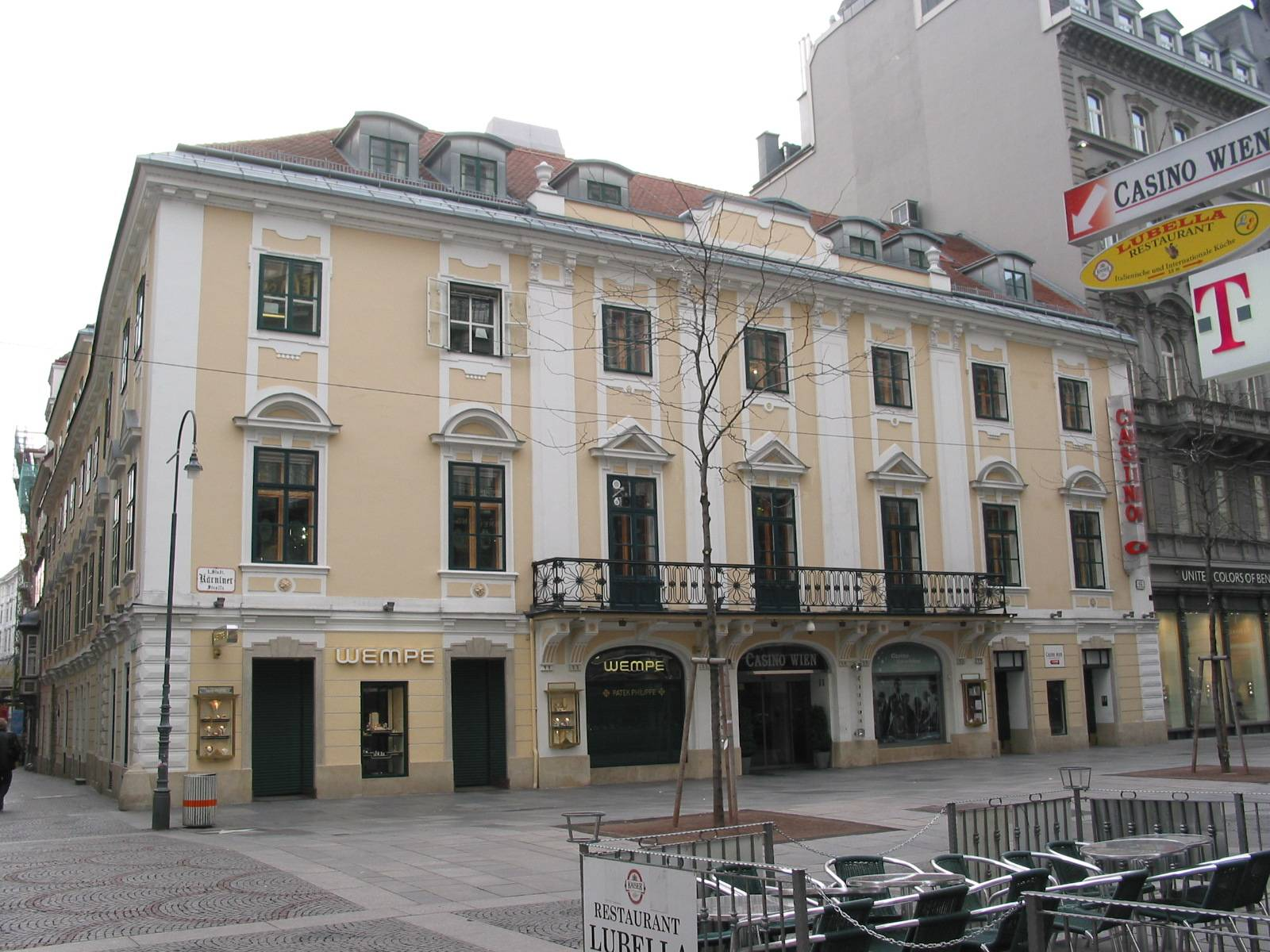
Palais Esterházy

Das Palais Esterházy an der Kärntner Straße ist ein Palais im 1. Wiener Gemeindebezirk Innere Stadt. Es ist das älteste Gebäude an der Kärntner Straße und befindet sich noch heute im Besitz der Familie Esterházy.

## Geschichte
An der heutigen Stelle des Palais befanden sich ursprünglich zwei verschiedene Häuser, die erst zu Beginn des 15. Jahrhunderts vereinigt wurden. Im Jahre 1684 kam dieses Anwesen in den Besitz des Kaiserlichen Rates Adam Antonius Grundemann von Falkenberg. Dessen Sohn gab schließlich die Errichtung des heutigen Palais in Auftrag. Das Palais blieb bis zum Jahre 1767 im Familienbesitz der Grundemann, die 1716 in den Grafenstand erhoben wurden. Danach kam es durch Kauf in den Besitz des Hofkammerrates Franz Freiherr von Harrucker.
In den Jahren 1777 bis 1871 gehörte das Palais den Grafen Károlyi. Zu dieser Zeit fand unter Josefa Gräfin Károlyi eine Umgestaltung der Fassade zur heutigen Form sowie die Anbringung eines Balkones statt. Weitere kleinere Umgestaltungen erfolgten im Jahre 1833. Ursprünglich hatte das Palais einen Innenhof, der später jedoch bis zum Obergeschoß ausgebaut wurde. Im Jahre 1871 ging das Palais schließlich in den Besitz der Familie Esterházy durch den Kauf des Anwesens durch Moritz Graf Esterházy von Alois Graf Károlyi über. Der Graf ließ anschließend das Innere des Palais umgestalten. An der Hauptfront (Seite Annagasse) befindet sich das Eingangsportal mit der Wappenkartusche der Esterhazys. 
Am 25. Januar 1968 wurde das Innere des Palais durch einen Brand nahezu vollständig zerstört. Nach den Reparatur- und Umbauarbeiten wurde schließlich im Jahre 1969 das Casino Cercle Wien eröffnet. Dieses wurde mehrmals vergrößert und findet sich noch heute im Palais. Von der ehemaligen Ausstattung im Empire-Stil sind nur noch wenige Bruchstücke vorhanden. Der Großteil der Räumlichkeiten ist heute mit zeitgenössischen Kunstwerken geschmückt.